# Bright (film)
Bright este un film american din 2017 regizat de David Ayer. Este creat în genurile fantastic, SF, polițist, de acțiune. Rolurile principale au fost interpretate de actorii Will Smith și Joel Edgerton. În alte roluri apar Noomi Rapace, Lucy Fry, Édgar Ramírez și  Ike Barinholtz. Scenariul este scris de Max Landis. A avut premiera la 22 decembrie 2017.

## Prezentare
Povestea filmului are loc în prezent într-o lume în care oamenii trăiesc alături de creaturile mitologice.
Filmul are loc într-un fantastic Los Angeles în care, alături de tehnologia avansată, există și magie. Aici, pe lângă oameni, există și alte rase - orci, elfi și centauri. Daryl Ward este un polițist care revine la muncă după ce a fost rănit grav.  Partenerul său este  Nick Jakoby, primul orc polițist care este departe de a fi un favorit în acest sector și care a fost izgonit din tribul său. Cei doi sunt implicați într-o serie de evenimente legate de  o baghetă magică.

## Distribuție
- Will Smith - Daryl Ward, un ofițer uman LAPD.
- Joel Edgerton - Nick Jakoby, primul orc ofițer de poliție și exilat din tribul său, este partenerul lui Daryl.
- Noomi Rapace - Leilah, a dark elf seeking control of the magic wand.
- Lucy Fry - Tikka, a young elf who is in possession of the magic wand.
- Édgar Ramírez - Kandomere, a high ranking elvish federal agent with the US Department of Magic's Magic Task Force.
- Ike Barinholtz - Pollard, a corrupt human cop working for Leilah.
- Happy Anderson - Hildebrandt Ulysses Montehugh, a human federal agent who works under Kandomere in the Magic Task Force.
- Dawn Olivieri - Sherri Ward, Daryl's human wife and Sophia’s mother.
- Matt Gerald - Hicks, a corrupt human cop working for Leilah.
- Margaret Cho - Sergeant Ching, a corrupt human cop working for Leilah.
- Brad William Henke - Dorghu, the imposing leader of the Fogteeth Orcs gang.
- Jay Hernandez - Rodriguez, a human Los Angeles County Sheriff's Department deputy.
- Veronica Ngo - Tien, a dark elf enforcer working for Leilah.
- Alex Meraz - Serafin, a dark elf enforcer working for Leilah.
- Joseph Piccuirro - Brown, a corrupt human cop working for Leilah.
- Enrique Murciano - Poison, the wheelchair bound leader of the human Altamira gang.
- Scarlet Spencer - Sophia Ward, Daryl and Sherri’s human daughter.
- Andrea Navedo - Captain Perez, a human cop and Ward’s superior.
- Kenneth Choi - Yamahara, a human LAPD internal affairs detective.
- Bobby Naderi - Arkashian, a human LAPD internal affairs detective.

## Producție
Filmările au început în noiembrie 2016 și s-au terminat la 4 februarie 2017. Cheltuielile de producție s-au ridicat la 90 milioane $.

## Lansare și primire
A avut încasări de milioane $.